# Conosphaeron
Conosphaeron is een kevergeslacht uit de familie van de boktorren (Cerambycidae). De wetenschappelijke naam van het geslacht werd voor het eerst geldig gepubliceerd in 1935 door Linsley.

## Soorten
Conosphaeron omvat de volgende soorten:
- Conosphaeron concolor Linsley, 1935
- Conosphaeron spinipenne Chemsak & Linsley, 1967